# Licancabur
Licancabur je název v současnosti neaktivního stratovulkánu nacházejícího se na hranicích Chile a Bolívie.
Sopka má typickou kuželovou stratovulkanickou stavbu se sklonem 30°. Nachází se jihozápadně od bolivijského jezera Laguna Verde a severozápadně od vulkánu Juriques. Vrchol Licancaburu je tvořen kráterem s průměrem 400 m, v současnosti zalitým vodou, tvořícím vrcholové jezírko, které je po většinu roku pokryté ledem. Jezero je jedním z nejvýše položených jezer na světě a navzdory teplotám, jež zde klesají až na –30 °C, má voda jezírka přibližně 6 °C, což umožňuje růst vodní fauny i v této výšce. Kvůli extrémním podmínkám prostředí vzbuzuje život v jezeře zájem vědců. Několik expedic sem vypravila NASA a institut SETI. Poznatky o přizpůsobení zvířat a rostlin extrémním podmínkám by měly pomoci pochopit vývoj života v jeho nejranějším stádiu.
Vrchol sopky je na bolivijské straně (na rozdíl od chilské) většinou bez sněhové či ledové pokrývky. Nejbližší osídlením je chilské město San Pedro de Atacama.
Poslední fáze vulkanické aktivity vyprodukovaly mladší bloky andezitové lávy na severozápadním úbočí. Starší lávové proudy jsou pokryty vrstvou napadaných pyroklastik.